# Hosejn Sorudi
Hosejn Sorudi (pers. حسین سرودی) (zm. 1992) – irański koszykarz i piłkarz, reprezentant kraju, olimpijczyk. Medalista igrzysk azjatyckich. Przewodniczący Irańskiej Federacji Piłki Nożnej.
W 1948 roku wystąpił wraz z drużyną na igrzyskach olimpijskich w Londynie w koszykówce (były to jego jedyne igrzyska olimpijskie). Podczas tego turnieju wystąpił we wszystkich sześciu meczach (siódmy mecz Iran wygrał walkowerem); zdobył 37 punktów, odnotował też 12 fauli. Był drugim najlepiej punktującym zawodnikiem swojej reprezentacji (lepszy był tylko Hosejn So’udipur). Wraz z drużyną przegrał trzy z czterech spotkań grupowych (zwycięstwo tylko z Irlandią), tym samym zajmując przedostatnie miejsce w grupie (czwarte). W fazie pucharowej Irańczycy grali w spotkaniach o miejsca 9–16. Po porażce z Kanadą i zwycięstwie walkowerem z Węgrami, Persowie zagrali w meczu o 13. miejsce, który przegrali (z Kubą). Zajęli więc ostatecznie 14. miejsce na 23 ekipy.
W 1951 roku wystąpił na igrzyskach azjatyckich w Nowym Delhi. Reprezentował swój kraj w dwóch dyscyplinach: koszykówce i piłce nożnej. Z drużyną piłkarską zdobył srebrny medal, a z ekipą koszykarską zajął trzecie miejsce. W zawodach piłkarskich wystąpił w trzech spotkaniach (w tym w przegranym meczu finałowym z reprezentacją Indii).
W narodowej reprezentacji w piłce nożnej wystąpił czterokrotnie (trzykrotnie w 1951 roku i jednokrotnie w 1952 roku). Był obrońcą. W 1951 roku grał w klubie Tadż Teheran, a w 1954 był zawodnikiem Niruje Hawaji.
Po zakończeniu kariery Sorudi dwukrotnie pełnił funkcję prezesa Irańskiej Federacji Piłki Nożnej (w latach 1961–1962 i 1967–1968). Był też trenerem piłkarskim. Przez pewien czas przebywał na leczeniu w Stanach Zjednoczonych (rak trzustki), po czym 17 września 1978 roku wrócił do Iranu. W kwietniu 1979 przeszedł serię poważnych infekcji klatki piersiowej, ramion i szyi, po czym został ponownie wysłany na leczenie do USA. W październiku wyleczono go ze wszystkich chorób i pod koniec 1979 wyjechał ponownie do Iranu. Żył na pewno jeszcze na początku lat 90. XX wieku.